# Psychotria xiriricana
Psychotria xiriricana là một loài thực vật có hoa trong họ Thiến thảo. Loài này được Standl. ex Hoehne miêu tả khoa học đầu tiên năm 1937.